# Armoiries d'Europe
Cette page liste les armoiries des États d'Europe.

## États souverains reconnus
| Pays               | Armoiries | Écu | Devise                                                                                     | Article                            |
| ------------------ | --------- | --- | ------------------------------------------------------------------------------------------ | ---------------------------------- |
| Albanie            |           | De gueules à l'aigle bicéphale de sable surmontée du casque de Skanderbeg d'or. | Aucune                                                                                     | Armoiries de l'Albanie             |
| Allemagne          |           | D'or à l'aigle de sable, armée, béquée et lampassée de gueules. | Einigkeit und Recht und Freiheit (allemand) Unité et droit et liberté                      | Armoiries de l'Allemagne           |
| Andorre            |           | Écartelé : au 1, de gueules à la mître perfilée et embellie d'argent sur une crosse posée en barre (évêque d'Urgell); au 2, d'or à trois pals de gueules (comté de Foix) ; au 3, d'or à quatre pals de gueules (Catalogne) ; au 4, d'or aux deux vaches de gueules, accornées, colletées et clarinées d'azur, passant l'une sur l'autre (Béarn). | Virtus unita fortior (Latin) La force unie est plus forte                                  | Armoiries de l'Andorre             |
| Arménie            |           | Écartelé au 1 de gueules au lion contourné d'or portant une croix du même, au 2 d'azur à l'aigle bicéphale d'or, au 3 d'azur à deux têtes d'aigles affrontées d'or, au 4 de gueules au léopard couronné d'or portant une croix du même, et sur le tout d'orangé au mont portant une arche d'argent | Մեկ ազգ, մեկ մշակույթ (arménien) Mek Azg, Mek Mshakouyt Une nation, une culture            | Armoiries de l'Arménie             |
| Autriche           |           | De gueules, une bande d'argent | Aucune                                                                                     | Armoiries de l'Autriche            |
| Azerbaïdjan        |           | - | Aucune                                                                                     | Armoiries de l'Azerbaïdjan         |
| Biélorussie        |           | - | Мы, беларусы (biélorusse) My, Bielaroussy Nous, les Biélorusses                            | Armoiries de la Biélorussie        |
| Belgique           |           | De sable au lion rampant d'or armé et lampassé de gueules. L'écu, timbré d'un heaume d'or couronné, est posé sur une main de justice et un sceptre au lion croisés. | L'union fait la force                                                                      | Armoiries de la Belgique           |
| Bosnie-Herzégovine |           | Tranché : au premier quartier, d'or ; au deuxième, d'azur aux sept étoiles d'argent accolées en bande. | Aucune                                                                                     | Armoiries de la Bosnie-Herzegovine |
| Bulgarie           |           | De gueules au lion rampant d'or couronné d'or aussi. | Съединението прави силата (Bulgare) L'union fait la force                                  | Armoiries de la Bulgarie           |
| Chypre             |           | D'or à la colombe éployée tenant un rameau d'olivier. | Aucune                                                                                     | Armoiries de Chypre                |
| Croatie            |           | Echiqueté de vingt-cinq pièces alternativement de gueules et d’argent, en chef de dextre à senestre : sur champ d’azur une étoile d’or à six rais surmontant un croissant d’argent ; trois bandes horizontales d’azur profond sur champ de gueules ; champ d’azur chargé de trois têtes de léopard d’or couronnées ; une chèvre d’or aux cornes et sabots de gueules sur champ d’azur sombre ; enfin, sur champ d’azur, une fasce de gueules bordée d’argent et chargée d’une martre passante de sable à ventre d’argent, le tout surmonté d’une étoile d’or à six rais | Aucune                                                                                     | Armoiries de la Croatie            |
| Danemark           |           | Écartelé, à la croix pattée d’argent bordée de gueules; cantonné: en 1, d’or à neuf cœurs de gueules, rangés en trois pals à trois lions léopardés d’azur, armés et lampassés de gueules couronnés du champ ; en 2 d’or à deux lions léopardés d’azur armés et lampassés de gueules; en 3 coupés en 1, d’azur à trois couronnes d’or, en 2 coupé d’azur à un bélier d’argent passant, lampassé de gueules et armé d’or et en 3, d’azur à un ours polaire passant d’argent, armé du premier; en 4, d’or à neuf cœurs de gueules, rangés en trois pals à trois lions léopardés d’azur, armés et lampassés de gueules couronnés du champ; sur-le-tout-du-tout, parti d’or à deux fasces de gueules         | Aucune. Chaque monarque choisit sa propre devise.                                          | Armoiries du Danemark              |
| Espagne            |           | Écartelé au 1 de gueules au château d'or ouvert et ajouré d'azur, au 2 d'argent au lion de pourpre armé et lampassé de gueules ou d'or, et couronné d'or, au 3 d'or aux quatre pals de gueules, au 4 de gueules aux chaînes d'or posées en orle, en croix et en sautoir, chargées en cœur d'une émeraude au naturel, enté en pointe d'argent à une grenade au naturel, ouverte de gueules tigée et feuillée de sinople et sur le tout d'azur aux trois fleurs de lys d'or à la bordure de gueules. | Plus Ultra (Latin) Toujours au-delà                                                        | Armoiries de l'Espagne             |
| Estonie            |           | D'or aux trois léopards d'azur posés en pal, armés et lampassés de gueules. | Aucune                                                                                     | Armoiries de l'Estonie             |
| Finlande           |           | De gueules semé de roses d'argent, au lion d'or couronné tenant dans sa patte dextre une épée haute et dans la senestre une épée courbe sur laquelle repose sa patte arrière. | Aucune                                                                                     | Armoiries de la Finlande           |
| France             |           | - | Liberté, Égalité, Fraternité                                                               | Armoiries de la France             |
| Géorgie            |           | De gueules à un saint Georges à cheval, terrassant de sa lance, un serpent, tous d'argent, le saint nimbé d'or. | ძალა ერთობაშია (Géorgien) La force est dans l'unité                                        | Armoiries de la Géorgie            |
| Grèce              |           | D'azur à la croix d'argent | Ελευθερία ή θάνατος (grec) Elefthería í thánatos La liberté ou la mort                     | Armoiries de la Grèce              |
| Hongrie            |           | Parti : au 1) fascé de gueules et d'argent. au 2), de gueules, à une croix patriarcale pattée d'argent, issante d'une couronne d'or sommant un mont de trois coupeaux de sinople | Aucune                                                                                     | Armoiries de la Hongrie            |
| Irlande            |           | - | Aucune                                                                                     | Armoiries de l'Irlande             |
| Islande            |           | D'azur à la croix scandinave de gueules ressarclée d'argent versée en chef. | Með lögum skal land byggja (islandais) La nation est construite sur la loi                 | Armoiries de l'Islande             |
| Italie             |           | - | Aucune                                                                                     | Armoiries de l'Italie              |
| Kazakhstan         |           | - | Aucune                                                                                     | Armories du Kazakhstan             |
| Lettonie           |           | - | Aucune                                                                                     | Armoiries de la Lettonie           |
| Liechtenstein      |           | Écartelé, au premier d'or à l'aigle de sable, couronnée d'or et armée d'une ancre marine d'argent qui se termine en croix, qui est de Silésie ; au second burelé d'or et de sable de huit pièces au crancelin de sinople posé en bande, qui est de Kuenring ; au troisième parti de gueules et d'argent, qui est de Troppau ; au quatrième d'or à la harpie de sable couronnée d'or, qui est de Rietberg ; à la pointe d'azur au cor de chasse d'or à la corde du même, qui est de Jägerndorf ; sur le tout, coupé d'or et de gueules, qui est de Liechtenstein. | Für Gott, Fürst und Vaterland (allemand) Pour Dieu, le Prince et la Patrie                 | Armoiries du Liechtenstein         |
| Lituanie           |           | De gueules, au chevalier monté d'argent, tenant dans sa main droite une épée au-dessus de sa tête d'argent à poignée d'or, et sur l'épaule gauche un écu d'azur à la croix patriarcale alésée d'or. Les selles, sangles et ceintures du cheval sont d'azur. Les étriers et la décoration du harnais sont d'or. | Vienybė težydi (lituanien) Que fleurisse l’unité                                           | Armoiries de la Lituanie           |
| Luxembourg         |           | Burelé d’argent et d’azur de dix pièces au lion rampant de gueules, couronné, armé et lampassé d’or, la queue fourchue et passée en sautoir. | Mir wëlle bleiwe wat mir sinn (luxembourgeois) Nous voulons rester ce que nous sommes      | Armoiries du Luxembourg            |
| Macédoine du Nord  |           | - | Aucune                                                                                     | Armoiries de la Macédoine du Nord  |
| Malte              |           | - | Aucune                                                                                     | Armoiries de Malte                 |
| Moldavie           |           | - | Limba noastră-i o comoară (roumain) Notre langue est un trésor                             | Armoiries de la Moldavie           |
| Monaco             |           | Fuselé d’argent et de gueules. | Deo Juvante (Latin) Avec l'aide de dieu                                                    | Armoiries de Monaco                |
| Monténégro         |           | Coupé au premier parti d'azur au lion d'or passant, au second de sinople. | Aucune                                                                                     | Armoiries du Monténégro            |
| Pays-Bas           |           | Un lion d'or couronné, armé et lampassé de gueules, tenant un faisceau de sept flèches d'argent pointées et empennées d'or et une épée d'argent garnie d'or sur un champ d'azur semé de billettes d'or. | Je Maintiendrai                                                                            | Armoiries des Pays-Bas             |
| Norvège            |           | De gueules, au lion couronné d'or, tenant dans ses pattes une hache d'argent emmanchée aussi d'or. | Allt for Norge (Norvégien) Tout pour Norvège                                               | Armoiries de la Norvège            |
| Pologne            |           | De gueules à l'aigle d'argent, armée, becquée et couronnée d'or. | Aucune                                                                                     | Armoiries de la Pologne            |
| Portugal           |           | - | Aucune                                                                                     | Armoiries du Portugal              |
| Roumanie           |           | - | Aucune                                                                                     | Armoiries de la Roumanie           |
| Royaume-Uni        |           | Écartelé : au 1 et 4, de gueules, à trois léopards d'or (qui est Angleterre), au 2, d'or, au lion de gueules, au double trescheur fleuronné et contre-fleuronné du même (qui est Écosse), au 3, d'azur, à la harpe d'or, cordée d'argent (qui est Irlande) | Dieu et mon droit Honi soit qui mal y pense (Moyen français)                               | Armes royales du Royaume-Uni       |
| Russie             |           | De gueules, à l'aigle bicéphale, chaque tête surmontée d'une couronne fermée, l'aigle surmontée d'une couronne fermée, à un sceptre dans la patte dextre et un orbe cerclé dans la patte senestre, le tout d'or, l'aigle chargée en cœur d'un écusson de la Moscovie. | Aucune                                                                                     | Armoiries de la Russie             |
| Saint-Marin        |           | - | Libertas (Latin) Liberté                                                                   | Armoiries de Saint-Marin           |
| Serbie             |           | De gueules, à l'aigle bicéphale d'argent, becquée, languée et membrée d'or, à deux fleurs de lys du même sous les deux pattes. Sur le tout, de gueules, à la croix d'argent, cantonnée de quatre briquets du même, adossés deux à deux. | Само Слога Србина Спашава (serbe) Samo Sloga Srbina Spašava Seule l'Entente sauve le Serbe | Armoiries de la Serbie             |
| Slovaquie          |           | De gueules à la double croix d'argent sur le pic central d'un groupe de trois collines d'azur. | Aucune                                                                                     | Armoiries de la Slovaquie          |
| Slovénie           |           | - | Aucune                                                                                     | Armoiries de la Slovénie           |
| Suède              |           | Écartelé : à la croix pattée d'or, qui est la Croix de Saint-Eric, cantonnée en 1 et 4, de Suède moderne, qui est d'azur, à trois couronnes d'or posées 2 et 1 ; en 2 et 3, de Suède ancien, qui est d'azur, à trois barres ondées d'argent, au lion couronné d'or, brochant sur le tout ; sur-le-tout parti d'un tranché d'azur et de gueules à la bande d'argent et à la gerbe d'or brochant sur le tout qui est de Vasa, et d'azur à un pont de trois arches sommé de deux tours crénelées et posé sur une champagne ondée, le tout d'argent, accompagné en chef de sept étoiles du même au chef d'azur à l'aigle contournée d'or au vol abaissé, empiétant un foudre du même qui est de Bernadotte. | Aucune. Chaque monarque choisit sa propre devise.                                          | Armoiries de la Suède              |
| Suisse             |           | - | Unus pro omnibus, omnes pro unon (latin) Un pour tous, tous pour un                        | Drapeau et armoiries de la Suisse  |
| Tchéquie           |           | Écartelé, au premier et quatrième quartier, de gueules au lion d'argent à la queue fourchée et passée en sautoir, couronné, armé et lampassé d'or, qui est de Bohême ; au 2, d'azur, à l'aigle échiquetée d'argent et de gueules, becquée, languée, membrée et couronnée d'or, qui est de Moravie ; au 3, d'or à l'aigle de sable, armé, becqué et langué de gueules, portant sur son cœur un croisant d'argent surmonté d'une croix de même, qui est de Silésie. | Pravda viteži (tchèque) La vérité prévaut                                                  | Armoiries de la Tchéquie           |
| Ukraine            |           | - | Aucune                                                                                     | Armoiries de l'Ukraine             |
| Vatican            |           | De gueules, les clefs de saint Pierre en sautoir liées du champ et surmontées de la tiare papale. | Aucune                                                                                     | Armoiries du Vatican               |

## Territoires dépendants

### Nations du Royaume-Uni
| Pays            | Armoiries | Écu | Devise                                                              | Article                        |
| --------------- | --------- | --- | ------------------------------------------------------------------- | ------------------------------ |
| Angleterre      |           | De gueules aux 3 léopards passants d'or armés et lampassés d'azur. | Aucune                                                              | Armoiries de l'Angleterre      |
| Écosse          |           | D'or au lion rampant de gueules armé et lampassé d'azur au double trescheur fleuronné et contre-fleuronné du même.                                                                      | In My Defens God Me Defend (anglais) Dans ma défense Dieu me défend | Armoiries de l'Écosse          |
| Pays de Galles  |           | Écartelé d’or et de gueules, à quatre lions de l’un à l'autre armés et lampassés d’azur.                                                                                                | Pleidiol Wyf I'm Gwlad (gallois) Je suis fidèle à ma patrie         | Armoiries du pays de Galles    |
| Irlande du Nord |           | D'argent à une croix de gueules, sur le tout une étoile à six branches du champ surmontée d'une couronne impériale au naturel et chargée d'une main dextre coupée au poignet du second. | Quis separabit (latin) Qui [nous] séparera ?                        | Armoiries de l'Irlande du Nord |

### Autres territoires dépendants
| Territoire    | Armoiries | Écu | Devise                                                                                             | Article                   |
| ------------- | --------- | --- | -------------------------------------------------------------------------------------------------- | ------------------------- |
| Açores        |           | D’argent à l’autour des palombes d’azur, lampassé et armé de gueules, à la bordure de gueules chargée de neuf étoiles à cinq branches d'or. | Antes morrer livres que em paz sujeitos (Portugais) Avant de mourir libre soyons sujet de la paix. | Armoiries des Açores      |
| Åland         |           | - | Aucune                                                                                             | Armoiries d'Åland         |
| Îles Canaries |           | D'azur, à sept îles d'argent ordonnées deux, deux, deux, et une.                                                                            | Oceano (espagnol) Océan                                                                            | Armoiries des Canaries    |
| îles Féroé    |           | - | Aucune                                                                                             | Armoiries des îles Féroé  |
| Gibraltar     |           | - | Montis Insigna Calpe (latin) Insigne du rocher de Gibraltar                                        | Armoiries de Gibraltar    |
| Groenland     |           | - | Aucune                                                                                             | Armoiries du Groenland    |
| Guernesey     |           | De gueules aux 3 léopards passants d'or armés et lampassés d'azur                                                                           | Aucune                                                                                             | Armoiries de Guernesey    |
| Jersey        |           | De gueules aux 3 léopards passants d'or armés et lampassés d'azur                                                                           | Aucune                                                                                             | Armoiries de Jersey       |
| Madère        |           | - | Das ilhas, as mais bela e livres (Portugais) Des îles, les plus belles et libres                   | Armoiries de Madère       |
| île de Man    |           | De gueules à un triquètre armé d'argent. | Quocunque Jeceris Stabit (latin) Où que tu le jettes, il restera debout                            | Armoiries de l'île de Man |

## Entités politiques disputées et/ou non reconnues
| Territoire     | Armoiries | Écu | Devise                                                                 | Article                        |
| -------------- | --------- | --- | ---------------------------------------------------------------------- | ------------------------------ |
| Abkhazie       |           | - | Aucune                                                                 | Armoiries de l'Abkhazie        |
| Aurigny        |           | D'azur, au lion d'or, lampassé et armé de gueules, couronné de la couronne de Saint-Edouard, tenant dans sa dextre un rameau (de genêt) d'argent fruité de gueules. | Aucune                                                                 | Armoiries d'Aurigny            |
| Chypre du Nord |           | - | Yurtta sulh, cihanda sulh (turc) Paix dans le pays, paix dans le monde | Armoiries de la Chypre du Nord |
| Gagaouzie      |           | - | Aucune                                                                 | Armoiries de la Gagaouzie      |
| Haut-Karabagh  |           | - | Aucune                                                                 | Armoiries du Haut-Karabagh     |
| Herm           |           | D'azur à la bande d'or chargée de trois moines encapuchonnés de sable posés à plomb, accompagnée de deux dauphins d'argent.                                         | Aucune                                                                 | Armoiries de Herm              |
| Ossétie du Sud |           | - | Aucune                                                                 | Armoiries de l'Ossétie du Sud  |
| Sercq          |           | De gueules aux 2 léopards passants d'or armés et lampassés d'azur                                                                                                   | Aucune                                                                 | Armoiries de Sercq             |
| Kosovo         |           | D'azur à la bordure d'or, à la forme du Kosovo de même, surmontée de six étoiles d'argent placées en arc-de-cercle.                                                 | Aucune                                                                 | Armoiries du Kosovo            |
| Svalbard       |           | - | Aucune                                                                 | Armoiries du Svalbard          |
| Transnistrie   |           | - | Aucune                                                                 | Armoiries de la Transnistrie   |